# An American Girl: Grace Stirs Up Success
An American Girl: Grace Stirs Up Success (bra: American Girl: A Receita para o Sucesso) é um filme família de comédia dramática de 2015. É estrelado por Olivia Rodrigo no papel-título, Virginia Madsen, Eloise Webb, Caitlin Carmichael, Notlim Taylor, Lili Bordán, Fabrice Michel, Roxane Bret, Krisztina Peremartoni e András Bálint em papéis coadjuvantes, juntamente com uma aparição do restaurateur Joe Bastianich como ele mesmo. Assim como nos filmes anteriores, Grace foi dirigido por Vince Marcello, com roteiro de Jessica O'Toole e Amy Rardin.
O filme se concentra na Garota do Ano de 2015, Grace Thomas, enquanto ela faz uma viagem inesperada a Paris e encontra uma maneira de salvar a padaria de seus avós participando de uma temporada do MasterChef Junior .

## Enredo
Na cidade de Bentwick, Massachusetts, Grace Thomas tem uma paixão por confeitaria na padaria de seus avós. Querendo economizar para comprar uma bicicleta nova, Grace começa um pequeno negócio de cupcakes com suas melhores amigas Ella e Maddy, e acaba tendo sucesso. Ela planeja continuar o negócio durante o verão, mas é convidada por sua mãe para acompanhá-la em uma viagem a Paris, onde a tia Sophie, o tio Bernard e a prima Sylvie moram, pois eles estão esperando um bebê. Isso deixa Ella e Maddy para ganhar dinheiro de outra maneira, e elas começam um serviço de banho e tosa de cães chamado Paw Spa.
Bernard é dono de uma pâtisserie, que se torna uma oportunidade para Grace melhorar suas habilidades de confeitaria. Ela percebe rapidamente que vai ser um desafio trabalhar para seu tio, enquanto, ao mesmo tempo, ela tenta se dar bem com sua prima Sylvie, que também trabalha na pâtisserie, mas se sente desconfortável com a companhia dela. Como os esforços de Grace na pâtisserie a colocam em apuros, sua mãe a aconselha a perguntar a Bernard em que ele precisa de ajuda, em vez de fazer as coisas sozinha. Durante seu tempo livre, Grace e sua mãe passeiam por Paris, também visitando a Torre Eiffel com Sophie, Bernard e Sylvie. Enquanto está lá, Sophie entra em trabalho de parto e precisa ser levada para um hospital. Ela dá à luz uma menina, chamada Lily. Grace dá as boas-vindas à sua nova priminha, enquanto Sylvie se sente menosprezada em relação à sua nova irmã.
O choro de Lily deixa Grace e Sylvie irritadas, mas dá tempo para as duas se unirem. Elas também ajudam a conseguir um cliente importante para a pâtisserie – Jean-Luc Pernaud, proprietário de um hotel com o qual tio Bernard está tentando fazer negócios. Enquanto elas usam um bulldog francês, de quem Grace faz amizade e chama de Bonbon, para entregar amostras da pâtisserie, Pernaud fica impressionado e pede a Bernard que atenda um pedido para a celebração do Dia da Bastilha . Ao preparar as guloseimas, Bernard se preocupa que as receitas não estejam no alto padrão necessário para a ocasião. Como Grace sempre seguiu estritamente as palavras nas receitas e não tem ideia de como melhorar a qualidade, seu tio usa a frase je ne sais quoi para descrever os ingredientes únicos que fazem uma receita se destacar, e Grace vê sua importância. O Dia da Bastilha se torna um sucesso para a pâtisserie, apesar das preocupações de Grace e de seu tio. Quando a viagem de Grace a Paris chega ao fim, Bernard diz a ela que ela continuará aprendendo o je ne sais quoi, pois é diferente para cada receita.
Quando Grace volta para casa, ela compartilha suas experiências em Paris com suas amigas, incluindo o que aprendeu com seu tio, suas amigas falam dos negócios sobre o Paw Spa, que não deu muito certo. Mais tarde, Grace fica arrasada ao saber que a padaria de seus avós vai fechar, devido à falta de clientes. Ela apresenta um plano para salvar a padaria e pede ajuda a Ella e Maddy, depois de se desculpar por ter falado com elas mais cedo. Seus avós ficam encantados quando os negócios dão certo, mas o forno falha, fazendo com que eles voltem a querer fechar a padaria.
Grace recebe uma grande chance quando é selecionada para ser uma concorrente no MasterChef Junior, sem saber que sua avó enviou uma inscrição em seu nome. O prêmio para o vencedor é de $ 100.000, o suficiente para salvar a padaria e substituir o forno. Apesar da habilidade de um de seus concorrentes, exigindo que ela improvisasse sua sobremesa de assinatura, Grace chega às finais da competição. Lembrada da lição de je ne sais quoi de seu tio no desenvolvimento de sua próxima sobremesa, Grace impressiona os juízes e vence.
Bernard, Sophie, Sylvie e Lily voam para Bentwick para parabenizar Grace, surpreendendo-a ainda mais quando Bonbon aparece. A comunidade, tendo assistido a Grace no Masterchef Junior, vem apoiar a confeitaria, com Bernard dando impulso aos negócios para a comemoração.

## Elenco
- Olivia Rodrigo como Grace Thomas, que tem nove anos e adora cozinhar.
- Virginia Madsen como Sra. Thomas, a mãe de Grace que é professora do ensino fundamental.
- Eloise Webb como Sylvie, prima francesa de Grace.
- Caitlin Carmichael como Maddy, a melhor amiga de Grace que adora arte.[5]
- Notlim Taylor como Ella, a melhor amiga de Grace que é um gênio da matemática.
- Rafael Edholm como Sr. Thomas, pai de Grace que é terapeuta.
- Krisztina Peremartoni como a avó de Grace, que é co-proprietária de uma padaria com seu avô.
- András Bálint como o avô de Grace, que é co-proprietário de uma padaria com sua avó.
- Fabrice Michel como Bernard, tio de Grace que é dono de uma pâtisserie em Paris.
- Lili Bordán como Sophie, tia materna de Grace que se mudou para a França para estudar panificação e se casou com Bernard.
- Roxane Bret como Colette, estagiária de pâtisserie de Bernard.
- Thierry Harcourt como Jean-Luc Pernaud, dono de um hotel em Paris onde Bernard busca expandir sua clientela.
- Joe Bastianich como ele mesmo, um dos jurados do MasterChef Junior Baking Edition .
- Tom Doherty como Josh, irmão mais velho de Grace.
- Maxime Leigh-Wood como Carter, um dos concorrentes de Grace no MasterChef Junior Baking Edition .

## Lançamento
O filme direto para vídeo foi lançado em serviços de vídeo sob demanda em 9 de junho de 2015 e foi lançado para DVD e Blu-ray em 23 de junho.
Uma exibição teatral limitada do filme foi realizada no Backus Community Center em International Falls, Minnesota, em 23 de junho de 2015. Eventos semelhantes de exibição de filmes também foram realizados em todas as lojas American Girl Place.
Em 11 de junho de 2016, o Disney Channel estreou o filme na televisão, devido a Olivia Rodrigo (que estrelou Bizaardvark, que estreou em 24 de junho daquele ano) estrelando o filme. Também apareceu na Netflix, mas o crédito de Rodrigo no filme foi escrito incorretamente como “Olivo Rodrigo”.

## Recepção
Em sua crítica no Common Sense Media, Tracy Moore avaliou com 4/5 estrelas e escreveu que o filme é uma "história de uma jovem padeira repleta de mensagens positivas."